# Хенлеова петља
Хенлеова петља или нефронска петља (лат. ansa nephroni) бубрега део је нефрона који води од проксималног изувијаног тубула до дисталног изувијаног тубула.  Главна функција Хенлеове петље је стварање градијента концентрације у бубрежној сржи (медули).
Помоћу система противструјног мултипликатора, који користи електролитне пумпе, Хенлеова петља ствара подручје високе концентрације уреје дубоко у медули, у близини папиларног канала у систему сабирних канала. Вода присутна у филтрату у папиларном каналу тече кроз аквапоринске канале, у којима се пасивно  креће низом његовог концентрационог градијента. Овај процес реапсорбује воду и ствара концентровани урин за излучивање из бубрега.

## Етимологија
Хенлеова петља је термин који се користи за описивање дела петље система бубрежних тубула смештених у бубрежној медули, који служи првенствено за концентрацију урина. 
Хенлеова петња је названа по Густаву Јакобу Хенлеу (1809 — 1885)  немачком лекару, патологу и анатому, заслужном за њено откриће у бубрегу.

## Анатомија
Хенлеова петља се састоји од следећих делова:
Правог дела проксималног тубула нефрона (дебели нисходни крак)   
Танког сегмента, који се састоји од два крака и спојнице:
- Танки силазни наставак Хенлеове петље има малу пропусносну моћ за јоне и уреу, док је врло пропустан за воду. Петља има оштар завој бубрежне сржи који прелази из силазног у узлазни танки наставак
- Танки узлазни наставак Хенлеове петље непропустан је за воду, али је пропусан за јоне. У узлазном краку Хенлеове петље јони натријума (Nа+), калијума (К+) и хлорида (Cl–) реапсорбирају се из урина секундарним активним транспортом Nа-К-Cl котранспортера (NКCC2). Електрични и градијент концентрације покрећу више реапсорпције Nа+, као и других катјона, као што су магнезијum (Mg2+) и калцијум (Cа2+).

Правог дела дисталног тубула нефрона (дебели усходни крак), који одводи урин у дисталну изувијану цев (тубул).

### Хистологија
Тип ткива Хенлеове петље је једноставан епителијум (плочасти епител). 
Термини "дебела" и "танка" не односи се на величину лумена Хенлеове петље, већ на величину епителних ћелија. 
Ова петља се понекад означава и као нефронска петља.

### Васкуларизација
Хенлеова петља се напаја крвљу у низу равних капилара које се спуштају из кориних еферентних артериола. Ове капиларе (које се називају васа рецта. Противструјни мултипликатор је механизам који спречава испирање растворених супстанци из медуле, чиме одржава њену концентрацију. Како се вода осмотски тјера из силазног додатка у интерстициј, она лахко улази у капиларе. Низак проток крви кроз васа рецта омогућава вријеме за осмотску равнотежу и може се промијенити измјеном отпора еферентних артериола крвних судова.
Крв у васа рецта еакођер још увијек има и велике протеине и ионе који нису филтрирани кроз гломерул. Овим се осигурава онкотски притисак за улазак иона у васа рецра из интерстиција.
Главна функција Хенлеове петље је успостављање градијента концентрације.

## Физиологија
Силазна Хенлеова петља прима изотоничну (300 mOsm/L) течност из проксималног изувијаног тубула (ПИТ). Течност је изотонична, јер како се јони поново апсорбују тако се и вода реапсорбује, одржавајући осмоларност течности у проксималном изувијаном тубулу. Супстанце које се ресорбују у проксималном изувијаном тубулу укључују уреу, воду, калијум, натријум, хлориде, глукозу, аминокиселине, лактате, фосфате и бикарбонате. Како се и вода поново упија, запремина течности у Хенлеовој петљи је мања него у проксималном изувијаном тубулу, са приближно једном трећином првобитне запремине.
У бубрежном интерстицијуму, повећава се осмоларност споља док се Хенлеова петља спушта са 600 mOsm/L у спољашњем сржном дијелу бубрега на 1200 mOsm/L у унутрашем делу медуле. Силазни део Хенлеове петље изузетно је пропустан за воду, а мање пропустан за јоне, па се вода у овом  дели лако ресорбује, а растворене материје нису лако ресорбоване. Течност од 300 mOsm/L из петље губи воду до постизања веће концентрације изван петље и повећава тоничност док не достигне свој максимум на дну петље. Ово подручје има највећу концентрацију течности у нефрону, мада сабирни канал може постићи исту тоничност с максималним АДХ ефектом.
Узлазни део Хенлеове петље прима још нижу запремину течности и има различите карактеристике у односу на силазни наставак. У узлазном делу петља постаје непропусна за воду и њене ћелије активно реапсорбују отопљене материје из луменске течности; док се вода не ресорбује и јони се лако реапсорбују. Како јони напуштају лумен преко Nа-К-2Cl-симпортера и Na-H-антипортера, концентрација постаје све више и више хипотонична док не достигне износ од приближно 100-150 mOsm/L. Узлазни наставак се назива и разређивачки  сегмент  нефрона због његове способности да разреди течност у петљи од 1.200 mOsm/L до 100 mOsm/L.
Проток течности кроз целу Хенлеову петљу сматра се спорим. Како се проток повећава, смањује се способност петље да одржи свој осмоларни градијент. Васа ректа (капиларне петље) такође имају спор проток. Повећани проток васа ректа испире метаболите и узрокује да и медула губи осмомоларност. Повећање протока може да поремети способност бубрега да ствара концентровани урин.
Укупно гледајући, у нормалном бубрегу, Хенлеова петља реапсорбује око 25% филтрираних јона и 20% филтриране воде. Ти јони углавном су Nа+, Cl–, К+, Cа2+ и HCО3−. Снага напајања је Nа / К АТПаза на базолатералној мембрани, која одржава концентрацију јона унутар ћелија. На луменској мембрани, натријум улази пасивно у ћелије, користећи Nа-К-2Cl-симпортер. Тада ће Nа / К АТПаза испумпати 3 На у перитубулску течност и 2 К у ћелију на страни која није лумен. Ово даје луменској течности у петљи позитиван набој  и ствара градијент концентрације Nа, од којих оба потискују више Nа у ћелију путем Nа-H антипортера. Водоников антипортерски јон долази од ензима карбоанхидраза, који узима воду и угљен-диоксид и ствара бикарбонат и водоников јон. Јон водика се замењује за Nа у цевној течности Хенлеове петље.

## Значај дужине Хенлеове петље
Док је физички облик Хенлеове петље од виталног значаја за стварање и одржавање медуларног градијента, дужина намеће ограничење градијенту. Другим речима, дужина Хенлеове петље ограничава концентрацију градијента, односно, што је петља дужа, то је већи осмотски градијент. Дакле, дуже петље би омогућиле стрмије градијенте и већи капацитет концентрације урина. Кроз противструјни мултипликатор, Хенлеова петља повећава осмоларност медуле.
Хенлеова петља је увек тубул у облику латиничног слова U, са силазним и узлазним краком. Међутим њена дужина варира међу различитим кичмењака. Ово је повезано са чињеницом да има две функције; док је први за чишћење отпада, други је одржавање равнотеже између јона и Н2О. Ово омогућава балансирање крвног притиска, пХ крви и мембранских потенцијала. Да би се постигао такав баланс између воде и јона, Хенлеова петља координира своју функцију са сабирним каналом како би регулисала количину воде која се реапсорбује или излучује. Док Хенлеова петља чини бубрежну медулу сланом, сабирни канал регулише пропустљивост воде која би се могла поново апсорбовати у такво слано окружење. Што је медула сланија, то се више воде може реапсорбовати из пре-урина у сабирном каналу; пре него што постане урин.  Аквапорин-2 (АК2) се налази у сабирном каналу и селективно се убацује у ћелијске мембране, у складу са потребама тела, да би поново апсорбовао воду и створио тај баланс.
Кичмењаци који живе у пустињи немају приступ довољној колочини воде. Стога, неки од њих имају дужу Хенлеову петљу која ствара сланију медулу, што их доводи до реапсорбовања више воде из пре-урина. На пример, концентрација урина код људи може бити 1.400 mOsm/L што је ограничено дужином човекове Хенлеове петље, односно 2,2 мм. Док Хенлеова омча камиле, која је око 4,1 мм, може да достигне 2.800 mOsm/L. Други пример је аустралијски миш чија је Хенлеова петља, 5,2 мм, и може да учини медулу сланом до 9.000 mOsm/L.  Ово омогућава да урин ових глодара може да достигне високу концентрацију урина.

## Галерија
- Попречни пресек пирамидалне супстанце бубрега одрасле свиње чији су крвни судови ињектирани.
- Дијаграм физиолошких функција нефрона, укључујући Хенлеову петљу.